# Episodi di Life in Pieces (quarta stagione)
La quarta e ultima stagione della serie televisiva Life in Pieces, composta da 13 episodi, è stata trasmessa negli Stati Uniti per la prima volta dall'emittente CBS, dal 18 aprile 2019.
In Italia la stagione è andata in onda in prima visione satellitare su Fox, canale a pagamento della piattaforma Sky, dal 31 maggio 2019.
| nº | Titolo originale                 | Titolo italiano            | Prima TV USA   | Prima TV Italia |
| -- | -------------------------------- | -------------------------- | -------------- | --------------- |
| 1  | Jungle Push Resort Anniversary   | Anniversario nella giungla | 18 aprile 2019 | 31 maggio 2019  |
| 2  | Demo Nosebreath Surgery Match    | Rivelazioni                | 18 aprile 2019 | 31 maggio 2019  |
| 3  | Misery Turd Name Pills           | Decisioni sbagliate        | 25 aprile 2019 | 7 giugno 2019   |
| 4  | Birth Meddling Jacket Denial     | Aiuto!                     | 2 maggio 2019  | 7 giugno 2019   |
| 5  | Sonogram Frog Rub Family         | Una famiglia speciale      | 9 maggio 2019  | 14 giugno 2019  |
| 6  | Recovery Discipline Psycho Labor | Nuovi arrivi               | 23 maggio 2019 | 14 giugno 2019  |
| 7  | Lost Math Art Glam               | Foto di famiglia           | 30 maggio 2019 | 21 giugno 2019  |
| 8  | X Box Glimpse Spotlight          | Curiosità                  | 6 giugno 2019  | 21 giugno 2019  |
| 9  | Four Short Fairy Tales           | Le fiabe degli Short       | 13 giugno 2019 | 28 giugno 2019  |
| 10 | Letter Promise Adult Seventy     | Scappatoie                 | 20 giugno 2019 | 28 giugno 2019  |
| 11 | Clean Pens Grandma Guys          | Dubbi e incertezze         | 20 giugno 2019 | 5 luglio 2019   |
| 12 | Cabana Hero Action Son           | Tutti alle Bahamas         | 27 giugno 2019 | 5 luglio 2019   |
| 13 | Reverse Burden District Germany  | Speranze                   | 27 giugno 2019 | 12 luglio 2019  |